# Natação no Campeonato Mundial de Esportes Aquáticos de 2024 - 800 m livre feminino

A prova dos 800 metros livre feminino da natação no Campeonato Mundial de Esportes Aquáticos de 2024 foi realizada nos dias 16 e 17 de fevereiro de 2024 em Doha, no Catar.

## Formato da competição
A competição consiste em duas rodadas: eliminatórias e final. As nadadoras com as 8 melhores tempos nas baterias preliminares avançam a final. Desempates (swim-offs) são utilizados conforme necessário para quebrar os empates de avanço a próxima rodada.

## Cronograma
Todos os horários estão na hora local (UTC+3).
| Data            | Hora  | Evento        |
| --------------- | ----- | ------------- |
| 16 de fevereiro | 11:07 | Eliminatórias |
| 17 de fevereiro | 20:23 | Final         |

## Recordes
Antes desta competição, os recordes mundiais e do campeonato nesta prova eram os seguintes:
| Tipo                  | Atleta        | Tempo     | Local          | Data                 |
| --------------------- | ------------- | --------- | -------------- | -------------------- |
|                       | Katie Ledecky | 8m 04s 79 | Rio de Janeiro | 12 de agosto de 2016 |
| Recorde do campeonato | Katie Ledecky | 8m 07s 39 | Cazã           | 8 de agosto de 2015  |

## Medalhistas
| Ouro                       | Prata                  | Bronze                            |
| Simona Quadarella · Itália | Isabel Gose · Alemanha | Erika Fairweather · Nova Zelândia |

## Resultados

### Eliminatórias
Esses foram os resultados das eliminatórias. A prova foi realizada no dia 16 de fevereiro com início às 11:07.
| Pos. | Bateria | Raia | Nadadora                 | Nacionalidade      | Tempo   | Notas |
| ---- | ------- | ---- | ------------------------ | ------------------ | ------- | ----- |
| 1    | 2       | 4    | Isabel Gose              | Alemanha           | 8:26.49 | Q     |
| 2    | 3       | 4    | Simona Quadarella        | Itália             | 8:27.80 | Q     |
| 3    | 3       | 5    | Erika Fairweather        | Nova Zelândia      | 8:28.15 | Q     |
| 4    | 3       | 3    | Eve Thomas               | Nova Zelândia      | 8:29.30 | Q     |
| 5    | 3       | 2    | Agostina Hein            | Argentina          | 8:29.44 | Q     |
| 6    | 2       | 3    | Ajna Késely              | Hungria            | 8:32.88 | Q     |
| 7    | 2       | 6    | Kiah Melverton           | Austrália          | 8:35.22 | Q     |
| 8    | 2       | 8    | Ichika Kajimoto          | Japão              | 8:35.25 | Q     |
| 8    | 3       | 6    | Maddy Gough              | Austrália          | 8:35.25 | Q     |
| 10   | 3       | 7    | Yang Peiqi               | China              | 8:36.75 |       |
| 11   | 3       | 9    | Gabrielle Roncatto       | Brasil             | 8:37.00 |       |
| 12   | 2       | 7    | Ma Yonghui               | China              | 8:37.66 |       |
| 13   | 2       | 0    | Merve Tuncel             | Turquia            | 8:38.10 |       |
| 14   | 2       | 9    | Kristel Kobrich          | Chile              | 8:38.81 |       |
| 15   | 2       | 2    | Kayla Han                | Estados Unidos     | 8:40.36 |       |
| 16   | 1       | 4    | Ella Cosgrove            | Canadá             | 8:43.33 |       |
| 17   | 3       | 1    | Beatriz Dizotti          | Brasil             | 8:43.73 |       |
| 18   | 2       | 1    | Alisée Pisane            | Bélgica            | 8:45.28 |       |
| 19   | 3       | 0    | Tamila Holub             | Portugal           | 8:45.94 |       |
| 20   | 1       | 3    | Imani de Jong            | Países Baixos      | 8:49.08 |       |
| 21   | 1       | 6    | Ashley Lim               | Singapura          | 8:54.29 |       |
| 22   | 1       | 5    | Han Da-kyung             | Coreia do Sul      | 8:54.74 |       |
| 23   | 1       | 2    | Diana Taszhanova         | Cazaquistão        | 8:55.78 |       |
| 24   | 1       | 1    | Eva Petrovska            | Macedônia do Norte | 9:04.27 |       |
| 25   | 1       | 8    | Lana Hijazi              | Líbano             | 9:33.90 |       |
| –    | 1       | 7    | Marlene Kahler           | Áustria            | DNS     | DNS   |
| –    | 2       | 5    | Anastasiia Kirpichnikova | França             | DNS     | DNS   |
| –    | 3       | 8    | Dune Coetzee             | África do Sul      | DNS     | DNS   |

### Final
A final foi realizada em 17 de fevereiro às 20:23.
| Pos.              | Raia | Nadadora          | Nacionalidade | Tempo   | Notas |
| ----------------- | ---- | ----------------- | ------------- | ------- | ----- |
| Medalha de ouro   | 5    | Simona Quadarella | Itália        | 8:17.44 |       |
| Medalha de prata  | 4    | Isabel Gose       | Alemanha      | 8:17.53 |       |
| Medalha de bronze | 3    | Erika Fairweather | Nova Zelândia | 8:22.26 |       |
| 4                 | 6    | Eve Thomas        | Nova Zelândia | 8:24.86 |       |
| 5                 | 2    | Agostina Hein     | Argentina     | 8:29.19 |       |
| 6                 | 8    | Ichika Kajimoto   | Japão         | 8:29.24 |       |
| 7                 | 1    | Kiah Melverton    | Austrália     | 8:29.35 |       |
| 8                 | 7    | Ajna Késely       | Hungria       | 8:29.83 |       |
| 9                 | 0    | Maddy Gough       | Austrália     | 8:36.43 |       |

Legenda
| Recorde mundial       | Recorde mundial (World record)               |                       | Recorde africano                      | Recorde africano (African) |                                           | Q | Classificado por posição (Qualified) |
| Recorde do campeonato | Recorde do campeonato (Championship record)  | Recorde da América    | Recorde da América (Americas)         | q                          | Classificado por melhor tempo (Qualified) |   |                                      |
| Melhor marca do ano   | Melhor marca do ano (World leading)          | Recorde asiático      | Recorde asiático (Asian)              | DNS                        | Não largou (Did not start)                |   |                                      |
| Recorde nacional      | Recorde nacional (National record)           | Recorde europeu       | Recorde europeu (European)            | DNF                        | Não terminou (Did not finish)             |   |                                      |
| Recorde pessoal       | Recorde pessoal do atleta (Personal best)    | Recorde da Oceania    | Recorde da Oceania (Oceania)          | DSQ / DQ                   | Desclassificado (Disqualified)            |   |                                      |
| Recorde da temporada  | Recorde da temporada do atleta (Season best) | Recorde sul-americano | Recorde sul-americano (South America) | NM                         | Sem marca (No mark)                       |   |                                      |